# Sadeh
Sadeh (en persan: سده) Jashneh Sadeh, aussi traduit par Sadé, qui veut dire littéralement « centaine » en Persan, est la fête de l'apparition du feu qui est célébrée 50 jours avant la fête de Norouz. Selon la légende, le feu serait apparu une centaine de jours après la fin de l'été ou une centaine de jours avant le début de l'hiver.
Cette fête est aussi ancienne que celles de Norouz ou encore Mehregan (en) et elle était la plus grande fête du feu des Perses. La tradition voulait que le soir de la fête, qui avait lieu au dixième jour du mois de Bahman (onzième mois du calendrier persan), la population célèbre en allumant des feux sur les collines ou sur les toits. Aussi, ils priaient pour le retour de la saison chaude. Venaient ensuite des spectacles, des chants et des jeux tout au long de la nuit.
Apparue dans l'antiquité perse, cette tradition est restée et la fête de Sadeh est toujours célébrée aujourd'hui.

## Le mythe
C'est le poète persan Ferdowsî qui raconte la scène de la découverte du feu par l'homme dans son « Livre des Rois ». Un jour que le cortège royal suivait un chemin au pied d'une montagne, le Roi Houchang vit un serpent noir sur un rocher. Ce dernier effraya les chevaux. Le Roi décida donc de descendre de sa monture, s'empara d'une pierre et la lança vers le serpent. Le caillou ne le toucha pas mais la roche qu'avait choisi le Roi était une pierre à feu et elle heurta une autre pierre à fusil au sol. Lors du choc, les deux pierres produisirent une gerbe d'étincelle ce qui embrasa un arbrisseau qui se trouvait à côté. Dans le même temps, le serpent pris rapidement la fuite.
C'est alors que le Roi Houchang se prosterna afin de prier Dieu et le remercia de lui avoir appris comment faire du feu. Le dixième jour du mois de Braham est donc devenu le jour de la fête du feu, car seul l'homme est capable de produire du feu, ce qui lui a donné l'empire du monde.

## L'histoire

### Avant la période sassanide
Ferdowsî estime l'apparition de la fête à l'époque du roi Houchang tandis que pour Omar Khayyâm et Abû Raihân al-Bîrûnî à Fereydoun, grand roi de la mythologie Perse. Cela fait l'unanimité pour les auteurs de l'Antiquité que la fête fut considérée comme une fête générale dans le calendrier royal à l'époque du roi Ardeshîr Ier, fondateur de la dynastie sassanide.

### Période islamique
L'évolution de la fête de Sadeh depuis la dynastie des Ghaznavides (XIe siècle) jusqu'à l'invasion mongole de Gengis Khan et Tamerlan (XIIe et XIVe siècles) a été largement décrite par les grands auteurs de la période islamique tels que Al-Bîrûnî, Beyhaghî, Gardizî, ou Mekouyeh. Ces documents décrivent en particulier la façon dont la fête étaient célébrée à la cour des rois Perses ou des Sultans d'origine turque mais nous ne savons pas grand-chose de la façon dont elle était célébrée chez le peuple.

### Époque contemporaine
La fête est aujourd'hui toujours fêtée dans les régions de l'actuel Iran. Dans le Mazandaran, le Lorestan ou le Sistan et le Baloutchistan, les habitants choisissent un jour de l'hiver et allument des feux au coucher du soleil sur le toit de leur maison, près d'un lieu de culte, au pied de la montagne ou encore dans une plaine sans pour autant connaître cette fête et son histoire.
Il existe des villes comme Kermân, dans le sud-est de l'Iran, où la population, de toutes religions confondues, célèbre la fête de Sadeh le dixième jour du mois de Bahman. Les nomades, quant à eux, allument des feux avec 40 bois, symbolisant le 40e jour de l'hiver.
La littérature et les ouvrages historiques ont rapporté que cette fête était restée dénuée de toute dimension religieuse. De plus, les mythes qui l'entourent ayant un aspect profane, elle est restée une fête qui n'appartient pas seulement aux zoroastriens mais à tous les Iraniens ainsi qu'à des populations des pays limitrophes.
« La célébration du Sadeh/Sada » est inscrite sur la liste représentative du patrimoine culturel immatériel de l'humanité par l'UNESCO en décembre 2023.

## La cérémonie
Après l'instauration de cette fête, la cérémonie la plus importante était d'allumer un grand feu. La fête dépendant donc fondamentalement de l'ampleur du feu qui était réalisé ce dixième jour du mois de Braham.
Les Rois et les grand seigneurs des régions de Perse faisaient préparer un très grand feu de bois de tamarix, un arbuste originaire des pays d'Orient. Selon l'historien Beyhaghî, le sultan Massoud de Ghaznî fit en 426 de l'hégire (vers 1036) un feu si important qu'il était visible à une distance d'environ 40 km.
Les feux étaient la plupart du temps allumés en dehors des villes et des villages : dans les plaines, sur les collines ou dans les montagnes. Les hommes, les femmes et les enfants sautaient alors par-dessus les feux et chantaient des chants d'allégresse.
Aujourd'hui, les zoroastriens fêtent majestueusement la fête de Sadeh. Dans un premier temps, ce sont des mages qui allument les feux. Puis, tenant une torche à la main, chaque mage prie et tourne trois fois autour du bois. Il allume ensuite le feu avec sa torche. Puis vient le temps des chants et des danses.